# 布伦登·尤里
布倫登·博伊德·尤里（英語：Brendon Boyd Urie；1987年4月12日—），是一名美國歌手及詞曲作家，也是樂團迪斯可癟三的主唱、吉他手、鋼琴手及唯一成員等。他也会使用手风琴、风琴、大提琴、小提琴、小号等。

## 生平
布倫登·尤里成長於美國猶他州聖喬治市的一個摩门教家庭。在五個孩子中排行老么，具波利尼西亞血統。
迪斯可癟三（英文：Panic! at the Disco）是美國另類搖滾的樂隊，樂隊於2004年在內華達州的拉斯維加斯成立。樂隊現時由主唱兼吉他手布倫登組成。布倫登於2019年與美國創作歌手泰勒絲共同演唱及共同創作一首歌曲《我！》，並打破不少紀錄。